# Nella Mortara
Nella Mortara (Pisa, 23 febbraio 1893 – Roma, 2 luglio 1988) è stata una fisica italiana, ricordata per essere stata una delle prime donne ad occuparsi di fisica sperimentale.

## Biografia
Figlia di Lodovico Mortara, insigne giurista e docente universitario, e di Clelia Vivanti, dopo gli studi liceali a Roma, al Liceo classico Ennio Quirino Visconti, qui si laureò in fisica nel 1916 a La Sapienza, presso l'Istituto di Fisica di via Panisperna, allora diretto da Pietro Blaserna che lasciò poi la direzione a Orso Mario Corbino nel 1918, di cui la Mortara divenne assistente nel 1919, tenendo i vari corsi di esercitazioni di laboratorio di fisica per le facoltà di scienze e ingegneria.
Le sue prime ricerche in fisica sperimentale, seguendo le linee dei suoi maestri Blaserna e Corbino, riguardarono prevalentemente la spettroscopia, in particolare i raggi X e le loro applicazioni in medicina, quindi la radioattività, nonché l'acustica musicale.
Libera docente in fisica sperimentale nel 1934, nel 1938 fu costretta ad emigrare in Argentina e poi in Brasile (dove si era rifugiato il fratello Giorgio, ordinario di statistica all'Università di Milano) perché colpita dalle leggi razziali fasciste, quindi, ritornata a Roma nel 1941, rimase in clandestinità fino al 1945 (riparando in un istituto religioso), quando fu reintegrata, alla fine del conflitto, come assistente di ruolo alla cattedra di fisica sperimentale dell'Università di Roma, tenendo i corsi di esercitazioni di fisica fino al 1958, allorché passò ai laboratori di fisica dell'Istituto Superiore di Sanità di Roma, dove si occupò pure di microscopia elettronica con Daria Bocciarelli, fino al pensionamento nel 1978.

## Alcune opere
- Conferenze di fisica sperimentale (con O.M. Corbino), Libreria Internazionale degli Istituti Universitari, Roma, 1920.
- Lezioni di fisica sperimentale (con O.M. Corbino), Tip. S. Bucciarelli, Roma, 1922-23 (con successive edizioni).
- Esercizi di fisica stabiliti per la scuola pratica nell'istituto fisico della R. Universita di Roma, Artigrafica U. Zamperini, Roma, 1932.